# Cassette Trilogy
Cassette Trilogy è un box set dei Dinosaur Jr. pubblicato nel 2011.

## Descrizione
Contiene la ristampa in formato musicassette dei primi tre album.

## Elenco
- Dinosaur
- You're Living All Over Me
- Bug

## Formazione
- J Mascis: voce, chitarra
- Lou Barlow: basso
- Murph: batteria